# جان ترپاک
جان ترپاک (انگلیسی: John Terpak; ۴ ژوئیهٔ ۱۹۱۲ – ۱ ژوئن ۱۹۹۳) وزنه‌بردار اهل ایالات متحده آمریکا بود.